# Julie du Bosch
Julie du Bosch (Gent, 13 februari 1797 – aldaar, 4 april 1847) was een Belgisch sociaal hervormer die, met haar vriendin Zoé de Gamond, vanaf 1831 de ideeën van Saint-Simon verspreidde in België. Haar ouders Coleta Sunaert en Grégoire du Bosch waren welstellende burgers. In 1834 trouwde ze met Nicolas De Keyser. Ze wijdde haar tijd aan het onderzoeken van en schrijven over sociale kwesties.